# Manda Airport
Manda Airport (engelska: Lamu Airport) är en flygplats i Kenya. Den ligger i den sydöstra delen av landet, 500 km öster om huvudstaden Nairobi. Manda Airport ligger 6 meter över havet.
Terrängen runt Manda Airport är mycket platt. Havet är nära Manda Airport österut.  Närmaste större samhälle är Lamu, 2,5 km sydväst om Manda Airport. 